# Giorgi Mamardashvili
Giorgi Mamardashvili (tiếng Gruzia: გიორგი მამარდაშვილი; sinh ngày 29 tháng 9 năm 2000) là một cầu thủ bóng đá chuyên nghiệp người Gruzia thi đấu ở vị trí thủ môn cho câu lạc bộ Liverpool tại Giải bóng đá Ngoại hạng Anh và đội tuyển quốc gia Gruzia.
Mamardashvili đã dành phần lớn đào tạo trẻ ở Dinamo Tbilisi. Sau khi ký hợp đồng chuyên nghiệp với câu lạc bộ này, anh được cho mượn đến các đội Erovnuli Liga trong 3 mùa giải trước khi chuyển đến Valencia. Anh đã nhanh chóng khẳng định mình là thủ môn số một, trở thành thủ môn người Gruzia đầu tiên thi đấu ở hạng đấu cao nhất Tây Ban Nha.

## Sự nghiệp quốc tế
Vào mùa hè năm 2023, Mamardashvili đã tham gia ba trận đấu tại Giải vô địch châu Âu cho U-21 Gruzia, đội đã có một chiến dịch vòng bảng vô cùng thành công và lần đầu tiên trong lịch sử lọt vào tứ kết.
Vào ngày 26 tháng 3 năm 2024, Gruzia đã đánh bại Hy Lạp với tỷ số 4–2 trong loạt sút luân lưu để giành quyền tham dự UEFA Euro 2024 và đồng thời cũng tham gia lần đầu tiên tại một giải đấu lớn. Mamardashvili là một nhân tố quan trọng trong trận đấu này khi đã cản phá được cú đá phạt đền đầu tiên của tiền đạo người Hy Lạp là Anastasios Bakasetas.

## Đời tư
Mamardashvili là con trai của Davit Mamardashvili, cựu thủ môn WIT Georgia và Torpedo Kutaisi, người sau khi nghỉ hưu và trở thành huấn luyện viên thủ môn tại Merani Martvili và sau đó là Torpedo Kutaisi.
Mamardashvili bắt đầu mối quan hệ với người mẫu Elene Epitashvili vào năm 2021. Lễ cưới của họ diễn ra vào ngày 18 tháng 7 năm 2024.

## Thống kê sự nghiệp

### Câu lạc bộ
Tính đến 26 tháng 5 năm 2024
| Câu lạc bộ               | Mùa giải            | Giải vô địch        | Giải vô địch | Giải vô địch | Cúp quốc gia | Cúp quốc gia | Châu lục | Châu lục | Khác | Khác | Tổng cộng | Tổng cộng |
| Câu lạc bộ               | Mùa giải            | Hạng đấu            | Trận         | Bàn          | Trận         | Bàn          | Trận     | Bàn      | Trận | Bàn  | Trận      | Bàn       |
| ------------------------ | ------------------- | ------------------- | ------------ | ------------ | ------------ | ------------ | -------- | -------- | ---- | ---- | --------- | --------- |
| Dinamo Tbilisi           | 2018                | Erovnuli Liga       | 0            | 0            | 0            | 0            | —        | —        | —    | —    | 0         | 0         |
| Rustavi (mượn)           | 2019                | Erovnuli Liga       | 28           | 0            | 2            | 0            | —        | —        | 2    | 0    | 32        | 0         |
| Lokomotiv Tbilisi (mượn) | 2020                | Erovnuli Liga       | 11           | 0            | 1            | 0            | —        | —        | —    | —    | 12        | 0         |
| Lokomotiv Tbilisi (mượn) | 2021                | Erovnuli Liga       | 18           | 0            | 2            | 0            | 3        | 0        | —    | —    | 23        | 0         |
| Lokomotiv Tbilisi (mượn) | Tổng cộng           | Tổng cộng           | 29           | 0            | 3            | 0            | 3        | 0        | 0    | 0    | 35        | 0         |
| Valencia                 | 2021–22             | La Liga             | 18           | 0            | 3            | 0            | —        | —        | —    | —    | 21        | 0         |
| Valencia                 | 2022–23             | La Liga             | 38           | 0            | 3            | 0            | —        | —        | 1    | 0    | 42        | 0         |
| Valencia                 | 2023–24             | La Liga             | 37           | 0            | 0            | 0            | —        | —        | —    | —    | 37        | 0         |
| Valencia                 | Tổng cộng           | Tổng cộng           | 93           | 0            | 6            | 0            | 0        | 0        | 1    | 0    | 100       | 0         |
| Tổng cộng sự nghiệp      | Tổng cộng sự nghiệp | Tổng cộng sự nghiệp | 150          | 0            | 11           | 0            | 3        | 0        | 3    | 0    | 167       | 0         |

1. ↑  Bao gồm Cúp bóng đá Gruzia và Copa del Rey
2. ↑  Ra sân tại play-off thăng hạng/xuống hạng Erovnuli Liga
3. ↑  Ra sân tại UEFA Europa League
4. ↑  Ra sân tại Supercopa de España

### Quốc tế
Tính đến 30 tháng 6 năm 2024
| Đội tuyển quốc gia | Năm       | Trận | Bàn |
| ------------------ | --------- | ---- | --- |
| Gruzia             | 2021      | 1    | 0   |
| Gruzia             | 2022      | 5    | 0   |
| Gruzia             | 2023      | 8    | 0   |
| Gruzia             | 2024      | 7    | 0   |
| Tổng cộng          | Tổng cộng | 21   | 0   |

## Danh hiệu

### Câu lạc bộ
Dinamo Tbilisi
- Á quân Erovnuli Liga: 2018

Valencia
- Á quân Copa del Rey: 2021–22

### Cá nhân
- Thủ môn Gruzia xuất sắc nhất: 2020